# Szkoła Podstawowa nr 4 im. Adama Mickiewicza w Siedlcach
Szkoła Podstawowa nr 4 im. Adama Mickiewicza w Siedlcach – ośmioletnia szkoła podstawowa. Jedna z najstarszych szkół w Siedlcach.

## Historia
Pierwsze wzmianki o tej placówce oświatowej pojawiły się w dokumentach Archiwum Diecezjalnego w Siedlcach dotyczące nauczania religii w szkołach powszechnych. W 1921 roku patronem Szkoły nr 4 został Adam Mickiewicz. We wrześniu 1939 szkoła zostaje zbombardowana i spalona przez Niemców w wyniku czego traci całe swoje wyposażenie. W tym samym miesiącu "Czwórka" wznawia swoją działalność w budynku przy ul. Berka Joselewicza, ale i on w lipcu 1944 ulega zniszczeniu w czasie walk wojsk radzieckich z niemieckimi oddziałami. Siedziba szkoły zostaje przeniesiona na ulicę Świętojańską 7. W 1950 szkoła bierze udział w walce z analfabetyzmem i organizuje przyspieszone kursy czytania i pisania. 2 maja 1960 rozpoczynają się prace budowlane budynku, który ma być nową siedzibą Szkoły nr 4. W roku 1961 miała miejsce uroczystość przekazania budynku szkole. We wrześniu 1961 rozpoczęcie roku szkolnego w nowej siedzibie, w której mieści się również SP 3. Na przełomie 1978/1979 szkoła nawiązała korespondencję z bułgarską Szkołą Politechniczną nr. 15 im. Adama Mickiewicza w Sofii. W 1981 szkoła wspomogła Obywatelski Komitet Odbudowy Zamku Królewskiego w Warszawie.
W 1990 roku "Czwórka" zwyciężyła w telewizyjnym programie "5 milionów".

## Dyrektorzy
- 1924 – 1927: Jan Kazimierz Jurzyk[1]
- 1927 – 1932: Czesław Wadecki
- 1932 – 1934: Michał Wierzejski
- 1934 – 1937: Czesław Wadecki
- 1937 – 1946: Wojciech Cyran
- 1946 – 1948: Wincenty Bieniecki
- 1948 – 1950: Józef Miłkowski
- 1950 – 1963: Janina Bieniecka
- 1963 – 1966: Wincenty Bieniecki
- 1966 – 1967: Irena Przastek
- 1967 – 1969: Wincenty Bieniecki
- 1969 – 1974: Stefan Ceranka
- 1974 – 1986: Barbara Obara
- 1986 – 2009: Anna Kulicka
- 2009 – 2019: Przemysław Anusiewicz[2]
- 2019 – 31.03.2020: p.o. Anna Pluta[3]
- od 1.04.2020: Anna Pluta[4]